# Etta Moten Barnett

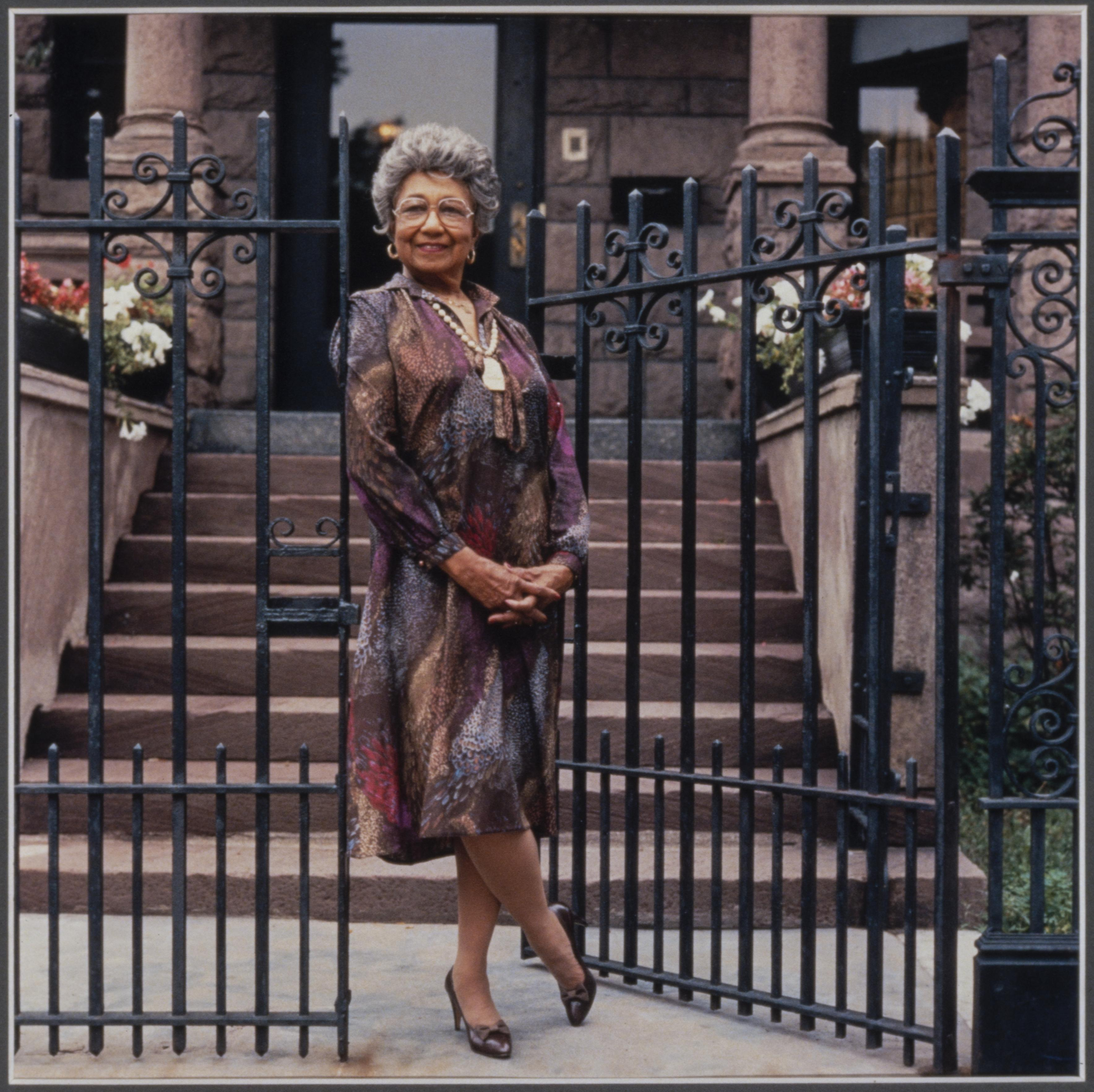
Etta Moten Barnett (1985)

Etta Moten Barnett (* 5. November 1901 als Etta Geraldine Moten in Weimar, Texas, Vereinigte Staaten von Amerika; † 2. Januar 2004 in Chicago, Illinois) war eine afroamerikanische Sängerin, Schauspielerin und Philanthropin. Sie war die erste afroamerikanische Filmschauspielerin, die für eine Aufführung in das Weiße Haus eingeladen wurde. Besondere Bekanntheit erlangte sie als Darstellerin und Sängerin am Broadway in der populären Oper Porgy and Bess. Wahrscheinlich wurde George Gershwin von Barnett zur Figur der Bess inspiriert.

## Leben
Etta Moten kam als einziges Kind von Ida Mae (geb. Norman) und deren Mann Freeman Franklin Moten zur Welt. Ihre Mutter arbeitete als Schneiderin, während der Vater Pfarrer in der African Methodist Episcopal Church war. Bereits als Kind engagierte sie sich in der Kirchengemeinde und unterrichtete ab dem zehnten Lebensjahr in der Sonntagsschule; außerdem sang sie im Kirchenchor. Nach dem Abschluss der High School heiratete sie Curtis Brooks und zog mit ihm nach Oklahoma. Bis zur Scheidung sechs Jahre später gingen drei Töchter aus der Ehe hervor. Nach der Trennung zog Moten mit ihren Kindern zu den Eltern, die mittlerweile in Kansas ansässig waren. Hier studierte sie Schauspiel und Gesang an der University of Kansas. Bei ihrem Abschlusskonzert für das Studium wurde sie 1931 von einem Talentsucher für den Chor von Eva Jessye entdeckt und nach New York City eingeladen.
In New York übernahm Moten die Hauptrolle in der Revue Fast and Furious (1931) und dem Theaterstück Zombie (1932). Danach wechselte sie in die Filmindustrie nach Los Angeles. Dort spielte Moten 1933 in einer Nebenrolle als Sängerin in dem Musicalfilm Goldgräber von 1933 mit. Sie stellte eine verwitwete Hausfrau dar und brach damit die stereotypen Rollen als Dienerinnen, die bis dahin für Afroamerikanerinnen in Hollywood vorgesehen waren. Ihren bekanntesten Filmauftritt hatte sie im gleichen Jahr in dem Musical Flying Down to Rio an der Seite von Fred Astaire und Ginger Rogers. Moten spielte eine brasilianische Sängerin, wobei ihre Haare mit Früchten dekoriert waren. Ihr Song The Carioca wurde bei der Oscarverleihung 1935 in der Kategorie Bester Song nominiert.
Auf Initiative von Präsident Franklin Delano Roosevelt und seiner Frau Eleanor wurde sie für den 31. Januar 1934 in das Weiße Haus eingeladen. Sie war die erste schwarze Filmschauspielerin, die zu einem Auftritt in den Amtssitz des amerikanischen Präsidenten eingeladen wurde. Um diese Zeit zog sie zurück nach New York und übernahm Rollen am Broadway. Im Jahr 1934 heiratete sie Claude Albert Barnett, den Gründer der Associated Negro Press (ANP). Von 1942 bis 1944 spielte sie am Broadway in der populären Oper Porgy and Bess die Rolle der Bess. Es wird angenommen, dass George Gershwin zur Figur der Bess von Barnett inspiriert wurde. In den Jahren danach hatte sie als Sängerin Auftritte mit dem Orchester Duke Ellingtons und den New Yorker Philharmonikern. Außerdem führte Barnett eine Konzerttournee um die Welt. Ihren letzten Bühnenauftritt absolvierte sie 1952 in Dänemark. 
In den späten 1950er Jahren war sie mit ihrem Gatten Teil einer Delegation der Vereinigten Staaten nach Ghana und in andere afrikanische Staaten. Insgesamt repräsentierte Barnett ihre Bundesregierung in mehr als zehn Staaten Afrikas. Mehrere Universitäten und Colleges verliehen ihr den Ehrendoktor, darunter die University of Illinois und das Spelman College. Nach dem Tod ihres Mannes 1967 widmete sich Barnett mehr lokalen Angelegenheiten. Sie betätigte sich als Treuhänderin in der National Conference of Christians and Jews und im African American Institute. Außerdem war sie Mitglied im Frauenrat der Lyric Opera of Chicago, des Field Museum of Natural History und der University of Chicago. Im Jahr 1979 wurde sie in die Black Filmmakers Hall of Fame aufgenommen; die Handelskammer der Frauen von Texas nahm sie in ihre Liste der 100 einflussreichsten Frauen des 20. Jahrhunderts auf.
Im Januar 2004 starb Barnett im Alter von 102 Jahren an Bauchspeicheldrüsenkrebs.

## Filmografie (Auswahl)
- 1933: Ladies They Talk About
- 1933: Goldgräber von 1933 (Gold Diggers of 1933)
- 1933: Carioca (Flying Down to Rio)
- 1934: Geheimagent 13 (Operator 13)
- 1936: The Green Pastures
- 1937: Die Marx Brothers: Ein Tag beim Rennen (A Day at the Races)
- 1942: Born to Sing

## Bühnenauftritte (Auswahl)
- Fast and Furious (1931)
- Zombie (1932)
- Porgy and Bess (1942–1944)
- Lysistrata (1946)